# Bala (Buddyzm)
Pięć mocy (pali bala) w buddyzmie oznacza pięć duchowych mocy, które należą to 37 warunków wyzwolenia (pali bodhipakkhiya-dhammā) i odpowiadają pięciu indriya, czyli duchowym zdolnościom. Gdy duchowe zdolności rozwinięte zostają do stopnia, który wykazuje cechę niezłomności, nazywane są one duchowymi mocami:
1. Wiara (saddhā)
2. Wigor (viriya)
3. Uważność (satipatthāna)
4. Skupienie (samādhi)
5. Mądrość (paññā)